# СОКО Ј-21 Јастреб
СОКО J-21 «Ястреб» (серб. СОКО J-21 Јастреб) — югославский лёгкий штурмовик и разведчик. Совершил первый полёт в мае 1961 года, серийно производился в 1964—1985 годах. Применялся в ходе боевых действий на Балканах в первой половине 1990-х годов (см. Воздушный бой над Баня-Лукой).

## Лётно-технические характеристики

### Технические характеристики
- Экипаж: 2 человека
- Длина: 10,88 м
- Размах крыла: 10,56 м (11,68 м с ПТБ)
- Высота: 3,64 м
- Площадь крыла: 19,43 м²
- Масса пустого: 2820 кг
- Масса нормальная взлётная: 5100 кг
- Двигатель: Роллс-Ройс/Бристоль Сиддли «Вайпер» Mk. 531 (1×13,32 кН)

### Лётные характеристики
- Максимальная скорость на высоте 6000 м: 820 км/ч
- Крейсерская скорость на высоте 5000 м: 720 км/ч
- Перегоночная дальность: 1520 км
- Практический потолок: 12 000 м
- Скороподъёмность: 21 м/с (1260 м/мин)

### Вооружение
- Пулемёты: 3×12,7 мм
- НАР (6×127 мм), бомбы, подвесные пулемётные контейнеры